# Христо Юруков
Вижте пояснителната страница за други личности с името Христо Юруков.
Христо Юруков е български политик.

## Биография
Роден е на 9 април 1918 г. в горноджумайското село Градево. През 1933 г. се премества да живее в Горна Джумая. През 1936 г. завършва гимназията в Разлог. През 1958 г. завършва икономика. До 1945 г. притежава салон за мъжка мода. Бил е председател на кооперация „Напредък“ до 1952 г., а до 1955 г. е Околийски секретар на БКП. Учил е във висша партийна школа. След това до 1967 г. е директор на Държавното земеделско стопанство. Кмет е на Благоевград от 16 февруари 1967 до 13 февруари 1971 г. След това става председател на АПК – Благоевград. По време на мандата му е приет нов градоустройствен план на града, построени са сегашната сграда на Драматичен театър „Никола Вапцаров“, лятно кино, АПК, Заводите за съобщителна техника и механични конструкции, Пивоварният завод „Пиринско пиво“ и Промишленият комбинат „Мир“.